# Red Izabele Katoliške
Red Izabele Katoliške  (špansko Orden de Isabel la Católica) je špansko civilno odlikovanje za zasluge za špansko državo. Podeljuje se tudi Nešpancem. Z redom je bil odlikovan tudi Tomaž Pandur.

## Zgodovina
Red je 14. marca 1815 ustanovil kralj Ferdinand VII. kot Real y Americana Orden de Isabel la Católica.